# KK Partizan Beograd
Košarkaški klub Partizan srpski je košarkaški klub iz Beograda koji se trenutno natječe u Euroligi i ABA ligi.

## Povijest
KK Partizan je 1992. osvojio Euroligu (iako je zbog sankcija Ujedinjenih naroda prema SR Jugoslaviji samo jednu utakmicu igrao pred svojom publikom, tj. bio domaćin u španjolskoj Fuenlabradi). Uz to su osvojili tri Kupa Radivoja Koraća (1978., 1979. i 1989.) i sedam puta ABA ligu (2007., 2008., 2009., 2010., 2011., 2013. i 2023.)
KK Partizan je dvadeset puta bio prvak države, a posljednjih trinaest osvojili su uzastopno. Uz to trinaest su puta osvojili srpski Kup Radivoja Koraća.
KK Partizan tri je puta sudjelovao na  završnom "Final Four" turniru Eurolige (1988., 1998. i 2010.).

## Trofeji
- Euroliga (1): 1991./92.
- Europski kup Radivoja Koraća (3): 1977./78., 1978./79., 1988./89.
- Prvenstva SFRJ, SR Jugoslavije, SiCG, Srbije (21): 1975./76., 1978./79., 1980./81., 1986./87., 1991./92., 1994./95., 1995./96., 1996./97., 2001./02., 2002./03., 2003./04., 2004./05., 2005./06., 2006./07., 2007./08., 2008./09., 2009./10., 2010./11., 2011./12., 2012./13, 2013/14.
- Kupovi Jugoslavije, SR Jugoslavije, Kup Radivoja Koraća (16): 1978./79., 1988./89., 1991./92., 1993./94., 1994./95., 1998./99., 1999./00., 2001./02., 2007./08., 2008./09., 2009./10., 2010./11., 2011./12., 2017./18., 2018./19., 2019./20.
- ABA liga (7): 2006./07., 2007./08., 2008./09., 2009./10., 2010./11., 2012./13.,  2022./23.
- Superkup ABA lige (1): 2019.

## Poznati igrači
| - Dražen Dalipagić - Kosta Perović - Dragan Kićanović - Peter Vilfan - Željko Obradović - Miroslav Pecarski - Goran Grbović - Žarko Paspalj - Vlade Divac - Aleksandar Đorđević - Predrag Danilović - Dejan Koturović | - Miroslav Berić - Haris Brkić - Željko Rebrača - Dragan Lukovski - Milenko Savović - Dejan Tomašević - Ratko Varda - Branko Milisavljević - Jovo Stanojević - Miloš Vujanić | - Nenad Krstić - Vule Avdalović - Dejan Milojević - Vladimir Micov - Milenko Tepić - Uroš Tripković - Novica Veličković - Kosta Perović - Aleksandar Rašić - Milt Palacio | - Vlado Ilievski - Veselin Petrović - Blagota Sekulić - Vlado Šćepanović - Predrag Drobnjak - Nikola Peković - Semih Erden - Frederick House - Gerald Brown - Blake Stepp | - Vonteego Cummings - Lester McCalebb - Lawrence Roberts - Ivo Nakić - Saša Pavlović - Adin Vrabac - Bogdan Bogdanović |

## Poznati treneri
- Ranko Žeravica
- Željko Obradović
- Dušan Ivković
- Duško Vujošević
- Aleksandar Nikolić
- Petar Božić
- Aleksandar Džikić

## Igrači Partizana koji su igrali u NBA ligi
| - Vlade Divac - Žarko Paspalj - Predrag Danilović - Aleksandar Đorđević | - Željko Rebrača - Dejan Koturović - Ratko Varda - Nenad Krstić | - Kosta Perović - Milt Palacio - Stephane Lasme - Predrag Drobnjak | - Slavko Vraneš - Gerald Brown - Vonteego Cummings - Jan Vesely | - Tarence Kinsey - Saša Pavlović - Nikola Peković - Davis Bertans | - Jouffrey Lauvergne |